# Alalcomene (Beozia)
Alalcomene (in greco antico: Ἀλαλκομεναί?, Alalkomenài), era un'antica cittadina della Beozia. Si trovava tra Aliarto e Coronea, ma non se ne conosce l'ubicazione esatta. Avrebbe preso il nome dall'eroe Alalcomeneo o da Alalcomenea, figlia di Ogigo.
Alalcomene era famosa per un santuario dedicato ad Atena, che secondo una tradizione sarebbe nata in questa città e allevata presso il fiume Tritone da Alalcomeneo. Secondo Strabone, il tempio era così rispettato che la cittadina non fu mai saccheggiata, e anzi vi trovarono rifugio i Tebani quando dovettero lasciare la loro città durante la spedizione degli Epigoni. Pausania riferisce che in epoca romana Alalcomene venne conquistata da Silla, che trafugò dal tempio la statua eburnea della dea; da allora iniziò il declino del tempio.
Esisteva inoltre una tradizione che faceva nascere Odisseo proprio in questa città: qui infatti lo avrebbe dato alla luce Anticlea, che era stata violentata da Sisifo, mentre veniva condotta in sposta da Laerte. Da questo luogo avrebbe preso il nome Alalcomene degli Itacesi.